# Койтас (Єрейментауський район)
Койта́с (каз. Қойтас) — село у складі Єрейментауського району Акмолинської області Казахстану. Адміністративний центр Койтаського сільського округу.
Населення — 67 осіб (2021; 169 у 2009, 424 у 1999, 494 у 1989).
Національний склад станом на 1989 рік:
- казахи — 100 %.